# Edifício da Assembleia Legislativa de Nunavut
O Edifício da Assembleia Legislativa de Nunavut ou, no inglês original, Legislative Building of Nunavut foi construído entre 1998 e 1999 e tornou-se a sede da Assembleia Legislativa de Nunavut em 1999.
O edifício foi construído pelo Arcop Group, pelo Full Circle Architecture, e pelos Engineers AD Williams para a Nunavut Construction Corporation.
É uma estrutura de três andares, feita de vidro e aço, com um Salão de Assembleias de 2 andares. Localiza-se em Iqaluit, Nunavut.